# Канигу
Каниго́ или Канигу́ (кат. Canigó, фр. Canigou), также вершина Каниго́ или пик Каниго́ (кат. Pica del Canigó, фр. Pic du Canigou) — вершина в восточной части Пиренеев. Расположена во французском департаменте Восточные Пиренеи, в районе Конфлан. Пик Канигу является кульминационной точкой горного массива Канигу, который включён в Сеть величайших мест Франции. Согласно одной легенде, первое восхождение приписывается королю Педро III в 1285 году. 
Вершина находится в исторической области Северная Каталония и является значимым символом для каталонцев. Каталанский поэт Вердагер написал поэму "Каниго".

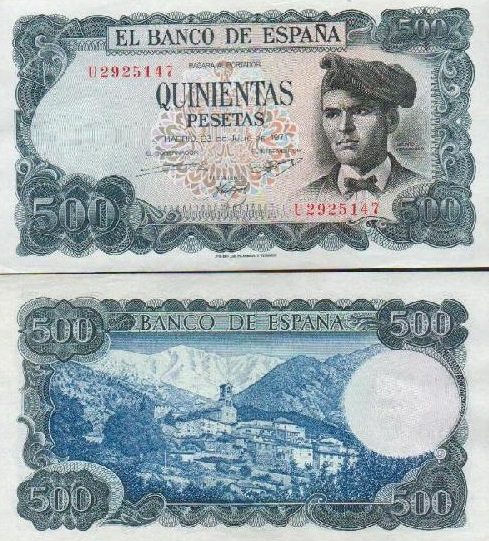
Испанская банкнота 1971 года с портетом Вердагера на одной стороне и видом на Канигу из Верне-ле-Бен (во Франции!) с другой.

У подножия горы расположены старинные аббатства Martin-du-Canigou и Saint-Michel-de-Cuxa.